# Sciara selecta
Sciara selecta är en tvåvingeart som beskrevs av Walker 1858. Sciara selecta ingår i släktet Sciara och familjen sorgmyggor. Inga underarter finns listade i Catalogue of Life.